# شتيفان شميت
شتيفان شميت (بالألمانية: Stephan Schmidt)‏ (19 أغسطس 1976 ببرلين في ألمانيا - ) هو مدرب كرة قدم ولاعب كرة قدم ألماني في مركز الوسط. لعب مع نادي هرتا برلين ونادي بروسيا مونستر وSV Babelsberg 03 ‏ وتنس بوروسيا برلين وFüchse Berlin Reinickendorf ‏ وHertha BSC II ‏.

## وصلات خارجية
- شتيفان شميت على موقع قاعدة بيانات كرة القدم.إي يو (الإنجليزية)
- شتيفان شميت على موقع بيانات كرة القدم. دي إي (الألمانية)
- شتيفان شميت على موقع عالم كرة القدم.نت (الإنجليزية)